# Hamda Al Qubaisi
Hamda Al Qubaisi (Abu Dhabi, 8 augustus 2002) is een autocoureur uit de Verenigde Arabische Emiraten. Haar vader Khaled Al Qubaisi en zus Amna Al Qubaisi zijn eveneens autocoureurs.

## Carrière

### Karting
Al Qubaisi begon haar autosportcarrière in het karting in 2015. In 2016 was zij de eerste coureur uit de Verenigde Arabische Emiraten die deelnam aan de CIK-FIA Karting Academy Trophy. In 2017 werd zij derde in het IAME X30 Championship.

### Formule 4
In 2019 stapte Al Qubaisi over naar het formuleracing en debuteerde zij in het Italiaans Formule 4-kampioenschap bij het team Abu Dhabi Racing by Prema als teamgenoot van haar zus Amna. Zij nam deel aan twee van de zeven raceweekenden, waarin plaats 21 in de seizoensfinale op het Autodromo Nazionale Monza haar beste resultaat was.
In 2020 begon Al Qubaisi het seizoen in het Formule 4-kampioenschap van de Verenigde Arabische Emiraten bij Abu Dhabi Racing. Al in het eerste weekend op het Dubai Autodrome behaalde zij haar eerste podiumplaats, en in het derde weekend op het Yas Marina Circuit won zij haar eerste race. In het laatste weekend in Dubai voegde zij hier nog twee zeges aan toe. In totaal stond zij twaalf keer op het podium. Met 258 punten werd zij achter Francesco Pizzi, Lorenzo Fluxá en Nico Göhler vierde in de eindstand. Vervolgens keerde zij terug in de Italiaanse Formule 4 bij Abu Dhabi Racing. Zij behaalde twee top 10-finishes, met een negende plaats op Monza als beste resultaat. Met 3 punten eindigde zij op plaats 25 in het klassement. Ook reed zij in het weekend op de Hockenheimring Baden-Württemberg van het ADAC Formule 4-kampioenschap als gastcoureur.
In 2021 reed Al Qubaisi opnieuw in het Formule 4-kampioenschap van de Verenigde Arabische Emiraten voor Abu Dhabi Racing by Prema. Zij won twee races op het Yas Marina Circuit en een op het Dubai Autodrome en stond in nog vier andere races op het podium. Met 221 punten werd zij achter Enzo Trulli, Dilano van 't Hoff en Kirill Smal opnieuw vierde in de eindstand. In de Italiaanse Formule 4 reed zij eveneens voor Prema. Op het Misano World Circuit Marco Simoncelli werd zij de eerste vrouwelijke coureur die een podiumplaats in deze klasse behaalde. In de rest van het seizoen eindigde zij nog drie keer in de top 10. Met 24 punten werd zij zeventiende in het klassement. In het Duitse kampioenschap reed zij opnieuw twee raceweekenden, ditmaal op de Red Bull Ring en het Circuit Zandvoort, waarin zij niet tot scoren wist te komen.
In 2023 keerde Al Qubaisi na een jaar afwezigheid terug in het Formule 4-kampioenschap van de Verenigde Arabische Emiraten, ditmaal bij het team Yas Heat Racing Academy, dat wordt gerund door het Yas Marina Circuit. Haar beste klasseringen waren twee zevende plaatsen op het Kuwait Motor Town en het Yas Marina Circuit en zij werd met twaalf punten twintigste in de eindstand.
In 2024 nam Al Qubaisi deel aan het nieuwe Saoedi-Arabische Formule 4-kampioenschap. Zij won een race in Koeweit en stond daarnaast nog vier keer op het podium, waardoor zij met 116,5 punten vierde in het klassement werd.

### Formula Regional
In 2022 debuteerde Al Qubaisi in het Formula Regional Asian Championship bij het team Abu Dhabi Racing by Prema, waar haar zus en haar vader Khaled haar teamgenoten waren. Een twaalfde plaats in de seizoensopener op Yas Marina was haar beste resultaat en zij eindigde puntloos op plaats 28 in het klassement. Aansluitend debuteerde zij in het Formula Regional European Championship bij Prema. In de races kwam zij nooit verder dan plaats 24 op de Red Bull Ring en in de laatste twee raceweekenden werd zij vervangen door haar zus. Zij eindigde puntloos op plaats 38 in het kampioenschap.

### F1 Academy
In 2023 stapte Al Qubaisi over naar de F1 Academy, een nieuwe klasse voor vrouwen die door de Formule 1 wordt georganiseerd, waarin zij samen met haar zus voor MP Motorsport reed. Zij won vier races op het Circuit Ricardo Tormo Valencia, Zandvoort (tweemaal) en het Circuit of the Americas. Daarnaast stond zij nog drie keer op het podium. Met 207 punten werd zij achter Marta García en Léna Bühler derde in het klassement.
In 2024 bleef Al Qubaisi actief in de F1 Academy bij MP en kreeg zij steun van het Formule 1-team Red Bull Racing. Zij behaalde drie podiumfinishes: twee op Yas Marina en een op het Circuit de Barcelona-Catalunya. Met 133 punten zakte zij naar de vijfde plaats in de eindstand.